# Municipio de Owen (condado de Lincoln)
El municipio de Owen (en inglés: Owen Township) es un municipio ubicado en el condado de Lincoln en el estado estadounidense de Arkansas. En el año 2010 tenía una población de 1204 habitantes y una densidad poblacional de 14,15 personas por km².

## Geografía
El municipio de Owen se encuentra ubicado en las coordenadas 33°55′23″N 91°55′55″O / 33.92306, -91.93194. Según la Oficina del Censo de los Estados Unidos, el municipio tiene una superficie total de 85.1 km², de la cual 84,98 km² corresponden a tierra firme y (0,15 %) 0,12 km² es agua.

## Demografía
Según el censo de 2010, había 1204 personas residiendo en el municipio de Owen. La densidad de población era de 14,15 hab./km². De los 1204 habitantes, el municipio de Owen estaba compuesto por el 96,43 % blancos, el 0,66 % eran afroamericanos, el 0,33 % eran amerindios, el 0,17 % eran asiáticos, el 2,08 % eran de otras razas y el 0,33 % eran de una mezcla de razas. Del total de la población el 2,82 % eran hispanos o latinos de cualquier raza.